# جوزيه مانويل رودريغيز
جوزيه مانويل رودريغيز (بالإسبانية: Jose Manuel Rodríguez)‏ هو لاعب كرة قاعدة مكسيكي، ولد في 28 يوليو 1982 في Guasave ‏ في المكسيك.

## وصلات خارجية
- جوزيه مانويل رودريغيز على موقعبيزبول رفرنس.كوم (الدوري الثانوي) (الإنجليزية)